# Estola attenuata
Estola attenuata là một loài bọ cánh cứng trong họ Cerambycidae.